# Tabulatrice

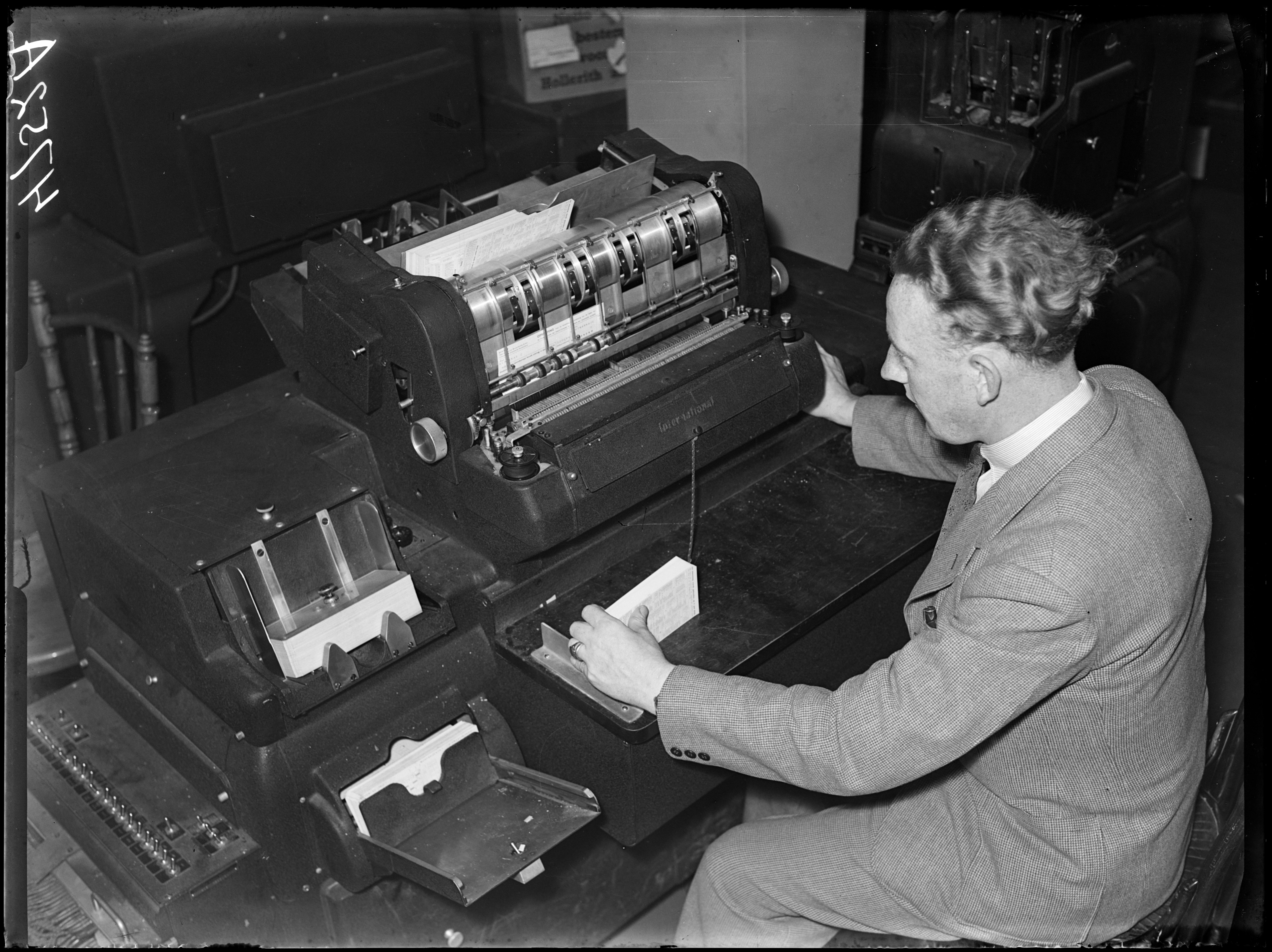
Tabulatrice IBM 401 à cartes perforées, préparation d'élections à Amsterdam en juin 1948.

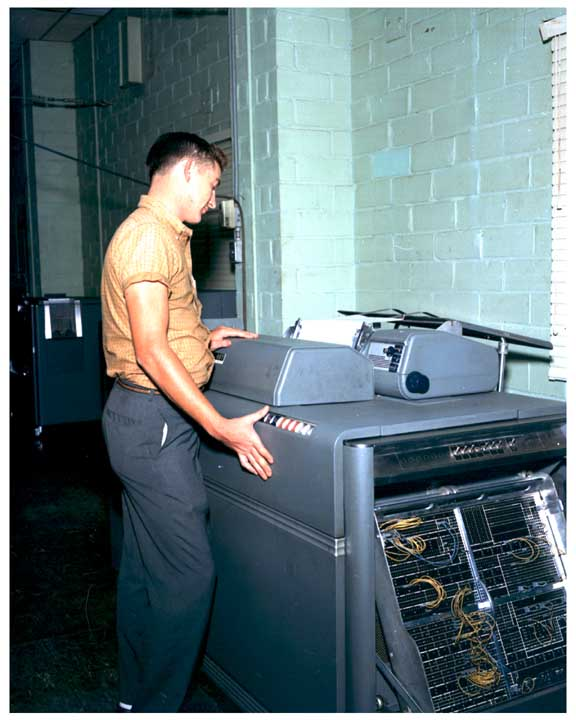
Tabulatrice IBM 407 au Redstone Arsenal, aux États-Unis, en 1961. Le tableau de connexion est visible.

La tabulatrice, aussi appelée tabulateur, est l'appareil central d'un atelier de mécanographie. Lisant les cartes perforées venant en général de l'atelier de saisie (perfo/vérif), il en traitait le contenu en suivant un programme matérialisé par un tableau de connexion. Ce programme spécifiait les calculs à effectuer et la disposition des résultats sur l'imprimante de sortie. La tabulatrice pouvait également donner des ordres à une perforatrice de carte connectée en sortie pour produire des cartes récapitulatives utilisées dans de nouveaux traitements.
La lecture des cartes dans la tabulatrice était effectuée ligne par ligne. Les opérations de lecture d'une carte et d'impression d'une ligne étaient effectuées cent-cinquante fois par minute.

## Historique
Dans les premiers temps de la mécanographie, le tableau de connexion était fixe, et la tabulatrice était spécialisée sur une application déterminée. En 1920, les machines Hollerith adoptent le tableau amovible permettant de créer de multiples applications pour une même tabulatrice.
Les organes de calcul sont des totalisateurs qui peuvent effectuer 150 additions par seconde. Pour la soustraction, on additionne le complément à 9, pour la multiplication, on utilise des tables de Pythagore, et les divisions se font par soustractions avec décalages successifs.
La technologie était totalement électromécanique. En 1950 commence à apparaître la possibilité de connecter à la tabulatrice un calculateur électronique chargé d'effectuer les calculs complexes. 

## Héritage
Aujourd'hui encore, les formats tabulés restent présents dans les systèmes informatiques actuels.
La commande Dir de la console Windows affiche les informations demandées alignées sous forme de colonne.

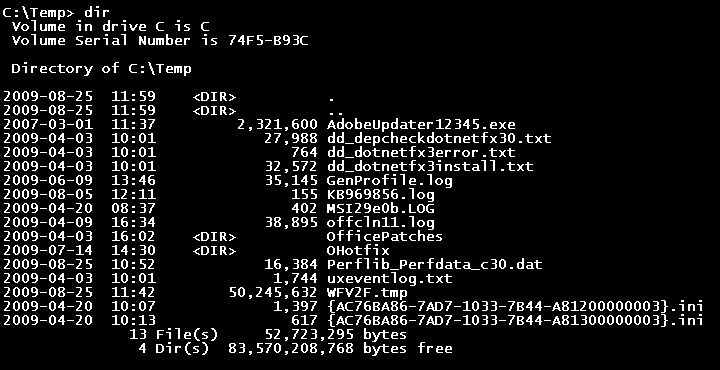
Résultat de la commande Dir sous forme de colonne.